# Esenbeckia berlandieri
El palo verde o Esenbeckia berlandieri  es una especie de planta en la familia Rutaceae.  También se le conoce como gasparillo o jopoy.

## Descripción
Es un árbol pequeño que alcanza un tamaño de 3 a 6 m de altura, de corteza blanquecina. Las hojas están divididas en 3 hojuelas, son de color verde oscuro y brillante, la punta es redondeada. Las flores se encuentran en las puntas de las ramas. Los frutos son unas cápsulas leñosas y gruesas.

## Distribución y hábitat
Originaria de México. Presente en clima cálido entre los 100 y los 300 m s. n. m., asociada al bosque tropical caducifolio y subcaducifolio.

## Propiedades
Se utiliza en el estado de Oaxaca como antiséptico.

## Taxonomía
Esenbeckia berlandieri fue descrita por Henri Ernest Baillon  y publicado en Adansonia 10: 151. 1871.
Etimología
Esenbeckia: nombre genérico que fue otorgado en honor del naturalista alemán Christian Gottfried Daniel Nees von Esenbeck (1776 - 1858).
berlandieri: epíteto otorgado en honor del naturalista francés Jean-Louis Berlandier.
Sinonimia
- Esenbeckia berlandieri subsp. berlandieri
- Esenbeckia ovata Brandegee
- Esenbeckia yaaxhokob Lundell

subsp. litoralis (Donn.Sm.) Kaastra
- Esenbeckia litoralis Donn.Sm.
- Esenbeckia pilosa Lundell[4]